# Limalonges
Limalonges est une commune française, située dans le département des Deux-Sèvres en région Nouvelle-Aquitaine.

## Géographie
La commune est située à la limite du département de la Vienne et de la Charente.
Le bourg et la partie nord de la commune sont situés sur un plateau calcaire d'âge bathonien et callovien (Jurassique moyen) avec une altitude moyenne de 130 mètres. Le sud de la commune englobe une partie d'une grande colline d'allongement NO-SE appelé le horst de Montalembert dont le point culminant, qui est aussi celui de la commune, atteint 190 mètres au lieu-dit la Coudrée à la limite des communes de Montalembert et de Limalonges.

### Communes limitrophes
|                | Linazay (Vienne) |                       |
| Sauzé-Vaussais | de Limalonges    | Saint-Saviol (Vienne) |
|                | Montalembert     | Saint-Macoux (Vienne) |

### Climat
Pour des articles plus généraux, voir Climat de la Nouvelle-Aquitaine et Climat des Deux-Sèvres.
Historiquement, la commune est exposée à un climat océanique limousin.  
En 2020, Météo-France publie une typologie des climats de la France métropolitaine dans laquelle la commune est exposée à un climat océanique altéré et est dans la région climatique  Poitou-Charentes, caractérisée par un bon ensoleillement, particulièrement en été et des vents modérés.
Pour la période 1971-2000, la température annuelle moyenne est de 11,9 °C, avec une amplitude thermique annuelle de 14,8 °C. Le cumul annuel moyen de précipitations est de 853 mm, avec 11,5 jours de précipitations en janvier et 7 jours en juillet. Pour la période 1991-2020, la température moyenne annuelle observée sur la station météorologique la plus proche, située sur la commune de Civray à 9,87 km à vol d'oiseau, est de 12,6 °C et le cumul annuel moyen de précipitations est de 841,4 mm,. Pour l'avenir, les paramètres climatiques de la commune estimés pour 2050 selon différents scénarios d’émission de gaz à effet de serre sont consultables sur un site dédié publié par Météo-France en novembre 2022.

## Urbanisme

### Typologie
Au 1er janvier 2024, Limalonges est catégorisée commune rurale à habitat très dispersé, selon la nouvelle grille communale de densité à sept niveaux définie par l'Insee en 2022.
Elle est située hors unité urbaine et hors attraction des villes,.

### Occupation des sols
L'occupation des sols de la commune, telle qu'elle ressort de la base de données européenne d’occupation biophysique des sols Corine Land Cover (CLC), est marquée par l'importance des territoires agricoles (86,9 % en 2018), en diminution par rapport à 1990 (90,1 %). La répartition détaillée en 2018 est la suivante : 
terres arables (63,5 %), zones agricoles hétérogènes (23,4 %), forêts (5,2 %), zones urbanisées (4 %), zones industrielles ou commerciales et réseaux de communication (2,6 %), mines, décharges et chantiers (1,2 %). L'évolution de l’occupation des sols de la commune et de ses infrastructures peut être observée sur les différentes représentations cartographiques du territoire : la carte de Cassini (XVIIIe siècle), la carte d'état-major (1820-1866) et les cartes ou photos aériennes de l'IGN pour la période actuelle (1950 à aujourd'hui).

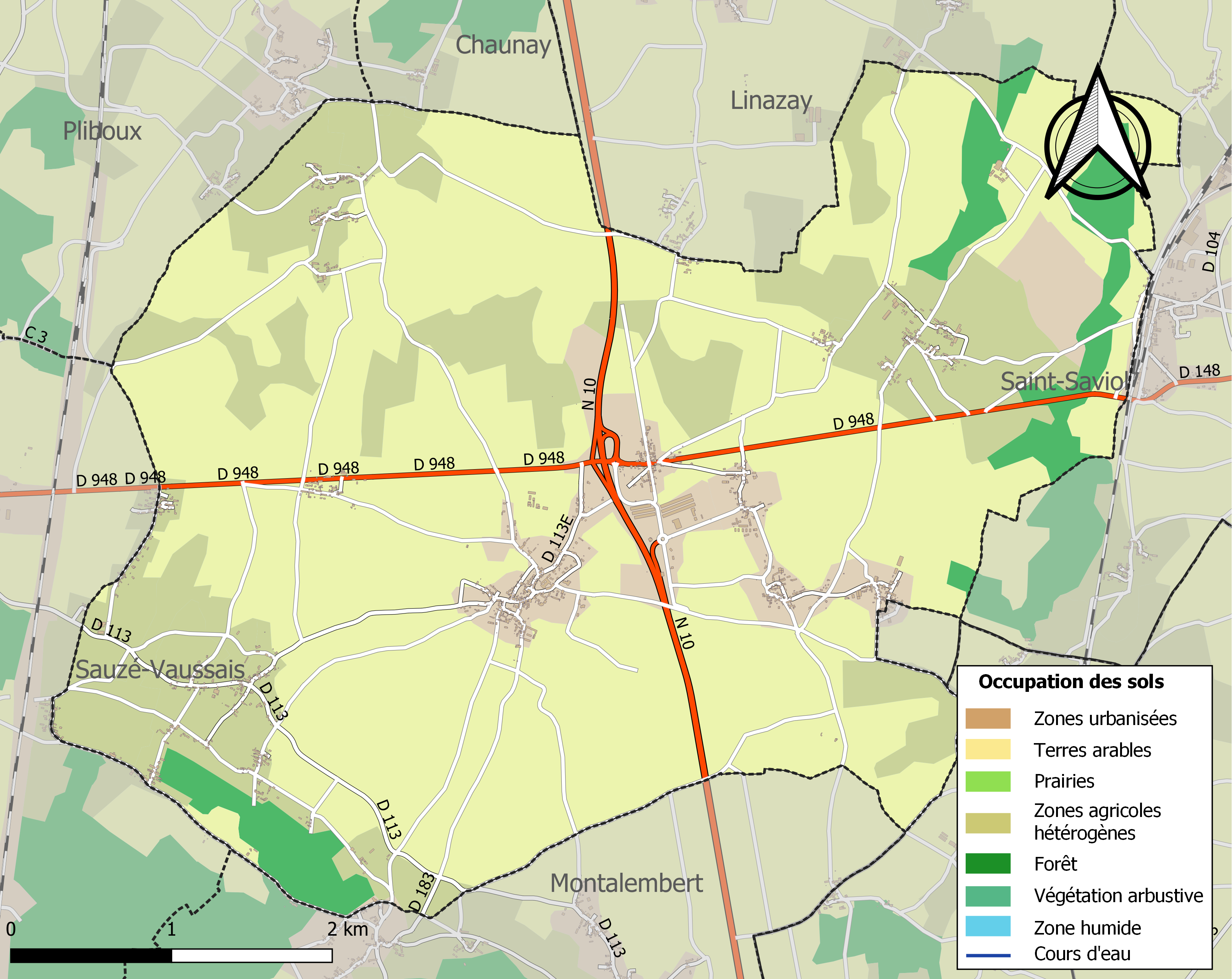
Carte des infrastructures et de l'occupation des sols de la commune en 2018 (CLC).

### Risques majeurs
Le territoire de la commune de Limalonges est vulnérable à différents aléas naturels : météorologiques (tempête, orage, neige, grand froid, canicule ou sécheresse), inondations, mouvements de terrains et séisme (sismicité modérée). Il est également exposé à un risque technologique,  le transport de matières dangereuses. Un site publié par le BRGM permet d'évaluer simplement et rapidement les risques d'un bien localisé soit par son adresse soit par le numéro de sa parcelle.

#### Risques naturels
Certaines parties du territoire communal sont susceptibles d’être affectées par le risque d’inondation par débordement de cours d'eau, notamment le Thouet et le Pont Buret. La commune a été reconnue en état de catastrophe naturelle au titre des dommages causés par les inondations et coulées de boue survenues en 1982, 1999 et 2010,.

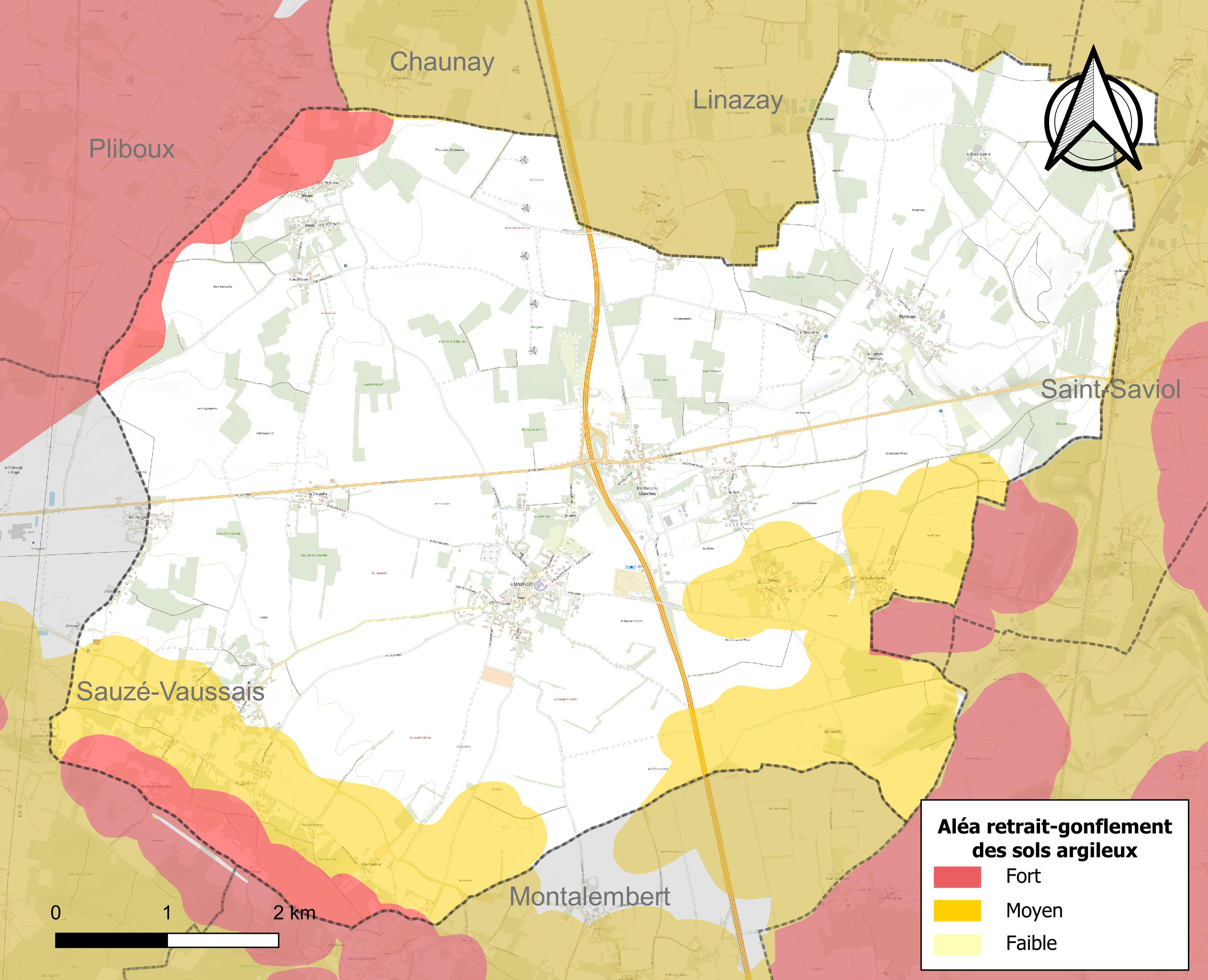
Carte des zones d'aléa retrait-gonflement des sols argileux de Limalonges.

Les mouvements de terrains susceptibles de se produire sur la commune sont des tassements différentiels. Le retrait-gonflement des sols argileux est susceptible d'engendrer des dommages importants aux bâtiments en cas d’alternance de périodes de sécheresse et de pluie. 22,6 % de la superficie communale est en aléa moyen ou fort (54,9 % au niveau départemental et 48,5 % au niveau national). Depuis le 1er octobre 2020, en application de la loi ELAN, différentes contraintes s'imposent aux vendeurs, maîtres d'ouvrages ou constructeurs de biens situés dans une zone classée en aléa moyen ou fort,.
La commune a été reconnue en état de catastrophe naturelle au titre des dommages causés par des mouvements de terrain en 1999 et 2010.

## Histoire
Il est classé aux MH par liste de 1889 sous le numéro de la Base Mérimée : PA00101245.
Un tumulus se trouve à 200 m au nord de la Pierre-Pèze :

## Politique et administration
| Période   | Période   | Identité           | Étiquette | Qualité              |
| --------- | --------- | ------------------ | --------- | -------------------- |
| 1931      | 1953      | Aristide Auvin     |           |                      |
| 1953      | 1982      | Raymond Cluzeau    | PCF       | Exploitant forestier |
| 1982      | 1995      | Armand Masson      |           |                      |
| 1995      | mars 2008 | Nelzir Morisset    |           |                      |
| mars 2008 | 2014      | Jean-Pierre Boutin |           |                      |
| 2014      | En cours  | Annette Machet     |           |                      |

## Démographie
À partir du XXIe siècle, les recensements réels des communes de moins de 10 000 habitants ont lieu tous les cinq ans. Pour Limalonges, cela correspond à 2006, 2011, 2016, etc. Les autres dates de « recensements » (2009, etc.) sont des estimations légales.
| 1793  | 1800  | 1806  | 1821  | 1831  | 1836  | 1841  | 1846  | 1851  |
| ----- | ----- | ----- | ----- | ----- | ----- | ----- | ----- | ----- |
| 1 316 | 1 353 | 1 333 | 1 373 | 1 426 | 1 523 | 1 532 | 1 610 | 1 675 |

| 1856  | 1861  | 1866  | 1872  | 1876  | 1881  | 1886  | 1891  | 1896  |
| ----- | ----- | ----- | ----- | ----- | ----- | ----- | ----- | ----- |
| 1 751 | 1 594 | 1 656 | 1 506 | 1 525 | 1 455 | 1 524 | 1 524 | 1 489 |

| 1901  | 1906  | 1911  | 1921  | 1926  | 1931  | 1936  | 1946  | 1954  |
| ----- | ----- | ----- | ----- | ----- | ----- | ----- | ----- | ----- |
| 1 491 | 1 378 | 1 327 | 1 272 | 1 265 | 1 156 | 1 158 | 1 157 | 1 032 |

| 1962 | 1968 | 1975 | 1982 | 1990 | 1999 | 2006 | 2011 | 2016 |
| ---- | ---- | ---- | ---- | ---- | ---- | ---- | ---- | ---- |
| 963  | 914  | 900  | 905  | 830  | 809  | 864  | 873  | 842  |

| 2021 | 2022 | - | - | - | - | - | - | - |
| ---- | ---- | - | - | - | - | - | - | - |
| 838  | 845  | - | - | - | - | - | - | - |

## Lieux et monuments
- La Pierre Pèse, dolmen classé au titre des monuments historiques en 1889[23].
- Église Saint-Jean-Baptiste de Limalonges, des XIe, XIIe et XVe siècles. L'édifice a été classé au titre des monuments historiques en 1975[24].
- Tumulus de Nouverteils, inscrit comme monument historique, par arrêté du 21 juin 1993.
- Maisons anciennes.

## Personnalités liées à la commune
- Émile Bèche (1898-1977), député SFIO, résistant, maire de Niort, a été instituteur et directeur d'école à Limalonges.
- Roger Auvin (1908-2019), doyen des Français, y résida de 1931 à sa mort.